# Condado de Casa Ponce de León y Maroto
Conde de Casa Ponce de León y Maroto es un título nobiliario español creado por Real Decreto de 27 de mayo de 1818 y el subsiguiente Real Despacho de 24 de abril de 1821, del rey Fernando VII, fue otorgada esta dignidad con el Vizcondado previo de la Atalaya, en atención a sus méritos en favor de Don Francisco José de Jesús Cipriano Ponce de León y Maroto, Ortiz y Montaña. Doctor en Cánones, Regidor Perpetuo del Ayuntamiento de Guanabacoa, Fiscal de los Reales Cuerpos de Ingenieros y Artillería de La Habana. 
Armas: Escudo partido, 1.º en campo de plata, un león coronado y rampante, de gules, y 2.º, en campo de oro, cuatro palos, de gules. Bordura general de azur con ocho escudetes, de oro, fajados de azur.

## Antecedentes
Obtuvo esta dignidad «...en atención a la hidalguía y limpieza de sangre de sus ascendientes: de que estuvieron siempre en posesión en la dicha ciudad de La Habana y a los méritos contraídos por él y sus hermanos en los cargos de Fiscal del Cuerpo de Artillería de aquella plaza y posteriormente en el de Ingenieros, a su grado de doctor en Cánones, y a que sus hermanos el uno falleció de Magistrado de la Audiencia de Guadalajara (Ignacio Ponce de León y Maroto, Ortiz y Montaña) y el otro (Antonio Ponce de León y Maroto, Ortiz y Montaña, I Marqués de Aguas Claras) de Auditor de Guerra y Marina de ese apostadero con los honores de la de México a más de los cuantiosos donativos por él hechos...»
El primer titular hizo testamento el 8 de junio de 1787 ante el escribano habanero José Antonio Bosque, junto a su hermano antes de obtener las respectivas dignidades nobiliarias, instituyéndose herederos mutuos. Lo que suponía que al fallecimiento de este, dicha dignidad recayera en su hermano. Al parecer el I conde otorgó un nuevo testamento el 1 de febrero de 1819, en la cláusula 8.ª nombró por heredero usufructuario á su hermano D. Antonio Ponce de León y Maroto.
Al deceso de su primer titular, se originó un litigio judicial entre su hermano, el I marqués de Aguas Claras, y el sobrino de ambos: Perfecto Modesto Ponce de León y Rodríguez de Morejón, Maroto y Escalante-Borroto, luego II Conde de Casa Ponce de León y Maroto (29 de agosto de 1834), desposeyendo este último a su tío de los derechos que alegaba al condado de Casa Ponce de León y Maroto. Un segundo pleito lo gana el marqués de Aguas Claras en 1836, quien muere en 1838, no obstante se desconoce las causas por las que no se reclama esta dignidad condal. Los pleitos por la herencia del primer titular llegan hasta 1869.
Santiago Camilo Ponce de León y Rodríguez de Morejón, hermano mayor del II Conde de Casa Ponce de León y Maroto, había hecho solicitud también de esta dignidad condal en 1834, la cual gana desposellendo a su hermano, por sentencia de 17 de agosto de 1839, pasando a ser III Conde de Casa Ponce de León y Maroto.
Rehabilitación de 1920
Otro caso es el VI dignatario: García Gamero-Cívico y Pobres, Benjumea y Osborne, vecino de Sevilla, que obtuvo la correspondiente Real carta rehabilitaría a su favor, extendida el 7 de septiembre de 1920. Descendiente, por su rama materna, de Tomás Francisco Ponce de León y Cueto, Veinticuatro de Sevilla, Caballero de la Orden de Santiago, I Marqués de Castilleja del Campo (8 de junio de 1682), cuyo nexo de parentesco con los Ponce de León habaneros se desconoce, sin lograr el entronque para esta dignidad.

## Condes de Casa Ponce de León y Maroto
|                                 | Titular                                                                           | Periodo                   |
| Creación por Fernando VII       | Creación por Fernando VII                                                         | Creación por Fernando VII |
| ------------------------------- | --------------------------------------------------------------------------------- | ------------------------- |
| I                               | Francisco José Ponce de León y Maroto, Ortiz y Montaña                            | 1821 - 1833               |
| II                              | Perfecto Modesto Ponce de León y Rodríguez de Morejón, Maroto y Escalante-Borroto | 1834 - 1839               |
| III                             | Santiago Camilo Ponce de León y Rodríguez de Morejón, Maroto y Escalante-Borroto  | 1839 - 1861               |
| IV                              | Simeón María Ponce de León y Rodríguez de Morejón, Maroto y Escalante-Borroto     | 1863 - 1868               |
| V                               | José Ignacio Ponce de León y Morillas, Interián y Carballo                        | 1872 - 1896               |
| Rehabilitación por Alfonso XIII |                                                                                   |                           |
| VI                              | García Gamero-Cívico y Pobres, Benjumea y Osborne                                 | 1920 - ¿...?              |
| VII                             | José Ignacio Ponce de León y Ponce de León                                        | 1971 - 1984               |
| VIII                            | Sergio Vildósola y Ponce de León                                                  | 1990 - 2019               |
| IX                              | José Ignacio Vildósola Martínez                                                   | 2020 - actual titular     |

## Historia de los Condes de Casa Ponce de León y Maroto
- Doctor Francisco José de Jesús Cipriano Ponce de León y Maroto, Ortiz y Montaña, (La Habana, Cuba, 26 de septiembre de 1757 - 13 de junio de 1833), hijo de Antonio Ponce de León y Ortiz y Manuela Maroto y Montaña, I Conde de de Casa Ponce de León y Maroto[8]. Soltero. Sin descendientes. Le sucedió su sobrino:

- Ignacio José Rafael Ponce de León y Maroto, Ortiz y Montaña; hermano del anterior y su segunda mujer, Josefa Lucía Rodríguez de Morejón y Escalante-Borroso, López-Bernal de Lusa y González de la Barrera, fueron padre de:
- Perfecto Modesto Juan Francisco de la Trinidad Ponce de León y Rodríguez de Morejón, Maroto y Escalante-Borroto, (La Habana, Cuba, 15 de junio de 1777 - 3 de octubre de 1845, II Conde de de Casa Ponce de León y Maroto.[4]

Casó con María de Jesús Felipa de la Trinidad Paulín y Quijano, de la Barrera y Tinoco, sus hijas:
1. Silvestre Ponce de León Paulín, Rodríguez de Morejón y Quijano,
2. Blasa Ponce de León Paulín, Rodríguez de Morejón y Quijano

En virtud de providencia de 17 de agosto de 1839, fue desposeído, le sucedió su hermano: 
- Santiago Camilo Juan Francisco de la Trinidad Ponce de León y Rodríguez de Morejón, Maroto y Escalante-Borroto, (La habana, Cuba, 24 de julio de 1776 - 25 de noviembre de 1861), III Conde de de Casa Ponce de León y Maroto.[1] Soltero. Sin descendientes. Le sucedió su hermano:

- Simeón María Juan Nepomuceno Francisco de la Trinidad Ponce de León y Rodríguez de Morejón, Maroto y Escalante-Borroto, (La Habana, Cuba, 24 de marzo de 1791 - 21 de septiembre de 1868), IV Conde de de Casa Ponce de León y Maroto,[9] Fue sucedido por su sobrino-nieto:

- José Isaac Juan Francisco de la Trinidad Ponce de León y Rodríguez de Morejón, Maroto y Escalante-Borroto, hermano de los anteriores dignatarios, casó con su prima María de las Nieves Rita Antonia de Interián y Ponce de León, Bécquer y Maroto, fueron padres de:
- Ignacio Toribio Cristóbal José Desiderio de la Trinidad Ponce de León e Interián, Rodríguez de Morejón y Ponce de León, casado con María de la Merced Víctor Morillas y Carballo, Valdés y Salas; y padres de:
- José Ignacio Agustín Ponce de León y Morillas, Interián y Carballo, (La Habana, Cuba, 29 de febrero de 1832 - ¿1896?), V Conde de de Casa Ponce de León y Maroto.[10]

Casó con Cecilia de las Llagas González-Camero y Curbelo, Tagle y Rubí. Tuvieron por única descendiente a:
- María de las Mercedes Francisca Ponce de León y González-Camero, Morillas y Curbelo, quien caso con Adolfo Claudio Francisco Ponce de León y del Corral, Balzán y Martínez de Pinillos V conde de Villanueva, Grande de España, III vizconde de Valvanera.
Fueron sus hijos:
1. María Francisca Ponce de León y Ponce de León, que casó con José Blasco Alarcón.
2. Clara Ponce de León y Ponce de León, que casó con Sergio Fernando Vildósola Pocorrull, padres de Sergio Vildósola y Ponce de León, V marqués de Aguas Claras (1989), VIII conde de Casa Ponce de León y Maroto, que sigue.
3. María de las Mercedes Ponce de León y Ponce de León, que casó con José Pantaleón Machado Benitoa.
4. Adolfo Ponce de León y Ponce de León, VI conde de Villanueva.
5. Francisco Ponce de León y Ponce de León.
6. José Ignacio Ponce de León y Ponce de León, IV marqués de Aguas Claras (rehabilitado 1957), VII Conde de Casa Ponce de León y Maroto, que sigue.
7. Claudio Ponce de León y Ponce de León.

Rehabilitado en 1920 por:
- García Gamero-Cívico y Pobres, Benjumea y Osborne, (Sevilla, Andalucía, España, 1889 - ¿1970?) VI Conde de Casa Ponce de León y Maroto.[6]

- Sus padres lo fueron: Juan Gamero-Cívico Benjumea, Benjumea y Gil de Gibaja (hijo este del I marqués de Montesión), y Adelaida Pobres y Osborne, Castillo y Bóhl de Faber V condesa de las Atalaya, nieto por la rama paterna de García de Porres y Castillo, Ponce de León y Espinosa, VIII marqués de Castilleja del Campo. Soltero. Sin descendientes.
- José Ignacio Ponce de León y Ponce de León (m.1984), VII Conde de Casa Ponce de León y Maroto.[13]

- Sergio Vildósola y Ponce de León, (La Habana, Cuba, 17 de julio de 1933 - 2019), VIII Conde de Casa Ponce de León y Maroto,[14] V marqués de Aguas Claras. Le sucedió su sobrino:

- José Ignacio Vildósola Martínez, IX Conde de Casa Ponce de León y Maroto,[15] VI marqués de Aguas Claras